# 帕特里西奥·托兰佐
帕特里西奥·托兰佐（Patricio Toranzo，1982年3月19日—）是阿根廷职业足球运动员，能够司职攻击性中场和左右边前卫，目前效力于阿根廷乙级球队飓风。
2010年托兰佐曾入选马拉多纳执教的阿根廷队。